# Sindaci di Giulianova
Di seguito l'elenco cronologico dei sindaci di Giulianova e delle altre figure apicali equivalenti che si sono succedute nel corso della storia.

## Regno di Napoli (1553-1816)
| Maffeo Del Zoppo (Capitano di reggimento) | 1553              | 1553              |
| omissis |                   |                   |
| Giovanni Francesco De Albis Felice Albani Giovanni Angelo Spina Andrea Ferraro Bernardino Passarani Agostino De Dominicis (Capitani di reggimento) | 1576              | 1577              |
| omissis |                   |                   |
| Giovanni Angelo Spina (Capo reggimento) | 1594              | 1594              |
| omissis |                   |                   |
| Ciccio Brandimarte (Capo reggimento) | 1598              | 1598              |
| omissis |                   |                   |
| Valeriano Valeriani (Capo reggimento) | 1644              | 1644              |
| omissis |                   |                   |
| Germano Tancredi (Capo reggimento) | 1650              | 1650              |
| omissis |                   |                   |
| Giovanni Domenico Lepido (Capo reggimento) | 1655              | 1655              |
| omissis |                   |                   |
| Silvestro Cornice (Capo reggimento) | 1699              | 1699              |
| omissis |                   |                   |
| Giuseppe De Fabiis (Capo reggimento) | 26 aprile 1706    | 14 marzo 1707     |
| Alcide Nizza (Capo reggimento) | 14 marzo 1707     | 17 settembre 1707 |
| Giovanni Domenico Braccia (Capo reggimento) | 17 settembre 1707 | 4 giugno 1709     |
| Francesco De Losa Mostacci (Capo reggimento) | 4 giugno 1709     | 29 agosto 1715    |
| Silvestro Cornice (Capo reggimento) | 29 agosto 1715    | 18 maggio 1722    |
| Nicola Costantini (Capo reggimento) | 18 maggio 1722    | 21 aprile 1723    |
| Giovanni De Fabiis (Capo reggimento) | 21 aprile 1723    | 16 luglio 1724    |
| Giovanni Domenico Braccia (Capo reggimento) | 16 luglio 1724    | 16 febbraio 1725  |
| Nicola Costantini (Capo reggimento) | 16 febbraio 1725  | 22 agosto 1727    |
| Fulgenzio Mazza (Capo reggimento) | 22 agosto 1727    | 1º settembre 1732 |
| Celio Vannarelli (Capo reggimento) | 1º settembre 1732 | 11 marzo 1734     |
| Paolo Corsi (Capo reggimento) | 11 marzo 1734     | 30 gennaio 1735   |
| Romolo Nizza (Capo reggimento) | 30 gennaio 1735   | 11 marzo 1736     |
| Nicola Costantini (Capo reggimento) | 11 marzo 1736     | 20 maggio 1737    |
| Paolo Corsi (Capo reggimento) | 20 maggio 1737    | 16 maggio 1739    |
| Nicola Costantini (Capo reggimento) | 16 maggio 1739    | 16 settembre 1741 |
| Rinaldo De Fabiis (Capo reggimento) | 16 settembre 1741 | 20 marzo 1743     |
| Sigismondo Braccia (Capo reggimento) | 20 marzo 1743     | 11 giugno 1743    |
| Rinaldo De Fabiis (Capo reggimento) | 11 giugno 1743    | 9 gennaio 1744    |
| Romolo Nizza (Capo reggimento) | 9 gennaio 1744    | 18 maggio 1744    |
| Lorenzo De Losa Mostacci (Capo reggimento) | 18 maggio 1744    | 25 novembre 1751  |
| Paolo Corsi (Capo reggimento) | 25 novembre 1751  | 9 febbraio 1753   |
| Rinaldo De Fabiis (Capo reggimento) | 9 febbraio 1753   | 17 aprile 1755    |
| Nicola Cornice (Capo reggimento) | 17 aprile 1755    | 1º settembre 1760 |
| Alessandro Ciafardoni (Capo reggimento) | 1º settembre 1760 | 1º settembre 1762 |
| Bartolomeo De Bartolomeis (Capo reggimento) | 1º settembre 1762 | 1º settembre 1763 |
| Emidio Ciafardoni (Capo reggimento) | 1º settembre 1763 | 7 gennaio 1764    |
| Felice Saraceni (Capo reggimento) | 7 gennaio 1764    | 1º settembre 1764 |
| Bartolomeo De Bartolomeis (Capo reggimento) | 1º settembre 1764 | 13 aprile 1766    |
| Sigismondo Braccia (Capo reggimento) | 13 aprile 1766    | 30 aprile 1767    |
| Felice Saraceni (Capo reggimento) | 30 aprile 1767    | 15 settembre 1767 |
| Emidio Ciafardoni (Capo reggimento) | 15 settembre 1767 | 6 gennaio 1768    |
| Nicola Cornice (Capo reggimento) | 6 gennaio 1768    | 28 giugno 1769    |
| Felice Saraceni (Capo reggimento) | 28 giugno 1769    | 17 aprile 1771    |
| Pancrazio Nanni (Capo reggimento) | 17 aprile 1771    | 26 marzo 1772     |
| Angelo Antonio De Bartolomeis (Capo reggimento) | 26 marzo 1772     | 6 luglio 1773     |
| Nicola Ciafardoni (Capo reggimento) | 6 luglio 1773     | 9 ottobre 1773    |
| Emidio Ciafardoni (Capo reggimento) | 9 ottobre 1773    | 21 marzo 1774     |
| Felice Saraceni (Capo reggimento) | 21 marzo 1774     | 3 marzo 1775      |
| Antonio De Luca (Capo reggimento) | 3 marzo 1775      | 1º gennaio 1776   |
| Angelo Antonio De Bartolomeis (Capo reggimento) | 1º gennaio 1776   | 15 febbraio 1778  |
| Felice Saraceni (Capo reggimento) | 15 febbraio 1778  | 26 febbraio 1781  |
| Antonio De Luca (Capo reggimento) | 26 febbraio 1781  | 1º agosto 1783    |
| Concetto Ciafardoni (Capo reggimento) | 1º agosto 1783    | 12 dicembre 1784  |
| Giuseppe Ursolini (Capo reggimento) | 12 dicembre 1784  | 1º luglio 1786    |
| Antonio De Luca (Capo reggimento) | 1º luglio 1786    | 7 marzo 1788      |
| Felice Antonio De Ascentiis (Capo reggimento) | 7 marzo 1788      | 12 gennaio 1789   |
| Felice Saraceni (Capo reggimento) | 12 gennaio 1789   | 1º agosto 1789    |
| Flaviano Paolini (Capo reggimento) | 1º agosto 1789    | 1º settembre 1790 |
| Felice Saraceni (Capo reggimento) | 1º settembre 1790 | 1º settembre 1792 |
| Giuseppe Ursolini (Capo reggimento) | 1º settembre 1792 | 1º settembre 1793 |
| Domenico De Ascentiis (interino) | 1º settembre 1793 | 21 ottobre 1793   |
| Liborio De Maulo (Capo reggimento) | 21 ottobre 1793   | 4 dicembre 1794   |
| Flaviano Sebastiani (Capo reggimento) | 4 dicembre 1794   | 9 ottobre 1795    |
| Giuseppe Maria De Dominicis (Capo reggimento) | 9 ottobre 1795    | 1º febbraio 1796  |
| Vincenzo Ciaffardoni (Capo reggimento) | 1º febbraio 1796  | 27 marzo 1797     |
| Antonio De Luca (Capo reggimento) | 27 marzo 1797     | 1º settembre 1797 |
| Casimiro Paolini (Capo reggimento) | 1º settembre 1797 | 1º settembre 1798 |
| Teodoro Nizza (Capo reggimento) | 1º settembre 1798 | 1º dicembre 1798  |
| Antonio Capanna Biagio Nanni Biagio De Bartolomeis Silvestro Cornice (Presidenti di municipalità)                                                  | 1º dicembre 1798  | 1º maggio 1799    |
| Teodoro Nizza | 1º maggio 1799    | 10 settembre 1799 |
| Emidio Ciafardoni Domenico Antonio De Martiis | 10 settembre 1799 | 3 aprile 1800     |
| Pietro Paolo Rossi | 3 aprile 1800     | 1º settembre 1800 |
| Antonio De Luca | 1º settembre 1800 | 26 luglio 1801    |
| Flaviano Sebastiani | 26 luglio 1801    | 23 novembre 1801  |
| Domenico Salmistrari | 23 novembre 1801  | 1º settembre 1803 |
| Casimiro Paolini | 1º settembre 1803 | 1º settembre 1804 |
| Biagio Nanni | 1º settembre 1804 | 1º settembre 1805 |
| Flaviano Sebastiani | 1º settembre 1805 | 1º settembre 1806 |
| Gaetano De Antoniis | 1º settembre 1806 | 16 dicembre 1806  |
| Biagio Cervoni | 16 dicembre 1806  | 28 gennaio 1807   |
| Teodoro Nizza | 28 gennaio 1807   | 1º febbraio 1807  |
| Giuseppe Costantini (provvisorio) | 1º febbraio 1807  | 3 maggio 1807     |
| Giuseppe Costantini | 3 maggio 1807     | 1º gennaio 1808   |
| Vincenzo Bindi (Secondo eletto facente funzioni)                                                                                                   | 1º gennaio 1808   | 10 febbraio 1808  |
| Francesco Ciafardoni | 10 febbraio 1808  | 1º gennaio 1809   |
| Ciriaco Paolini | 1º gennaio 1809   | 1º gennaio 1810   |
| Serafino Paolini | 1º gennaio 1810   | 1º gennaio 1811   |
| Francesco Ciafardoni | 1º gennaio 1811   | 1º gennaio 1812   |
| Ciriaco Paolini | 1º gennaio 1812   | 1º gennaio 1813   |
| Giuseppe Maria Alby | 1º gennaio 1813   | 1º agosto 1814    |
| Francesco Ciafardoni | 1º agosto 1814    | 1º gennaio 1815   |
| Ciriaco Paolini | 1º gennaio 1815   | 18 maggio 1815    |
| Pasquale De Martiis | 18 maggio 1815    | 18 giugno 1815    |
| Filippo Castorani | 18 giugno 1815    | 3 dicembre 1815   |
| Egidio Bucci | 3 dicembre 1815   | 1º gennaio 1816   |

## Regno delle Due Sicilie (1816-1861)
| Egidio Bucci                                         | 1º gennaio 1816   | 1º gennaio 1819   |
| Antonio Capanna                                      | 1º gennaio 1819   | 10 luglio 1821    |
| Filippo Castorani (interino)                         | 10 luglio 1821    | 1º gennaio 1822   |
| Vincenzo Bindi                                       | 1º gennaio 1822   | 9 ottobre 1823    |
| Ciriaco Paolini (interino)                           | 9 ottobre 1823    | 1º gennaio 1824   |
| Ciriaco Paolini (Secondo eletto facente funzioni)    | 1º gennaio 1824   | 1º aprile 1824    |
| Teodoro Sebastiani                                   | 1º aprile 1824    | 21 aprile 1828    |
| Ventura Trifoni                                      | 21 aprile 1828    | 20 settembre 1829 |
| Vincenzo Bindi (Secondo eletto facente funzioni)     | 20 settembre 1829 | 14 novembre 1829  |
| Flaviano De Maulo                                    | 14 novembre 1829  | 6 marzo 1831      |
| Egidio Bucci                                         | 6 marzo 1831      | 14 aprile 1833    |
| Carlo Antonelli (Secondo eletto facente funzioni)    | 14 aprile 1833    | 29 maggio 1833    |
| Francesco Comi                                       | 29 maggio 1833    | 24 ottobre 1838   |
| Camillo Massei                                       | 24 ottobre 1838   | 1º febbraio 1840  |
| Luigi Paolini (Secondo eletto facente funzioni)      | 1º febbraio 1840  | 29 febbraio 1840  |
| Francesco Ciafardoni                                 | 29 febbraio 1840  | 4 giugno 1843     |
| Vincenzo Bindi                                       | 4 giugno 1843     | 21 dicembre 1845  |
| Luigi Paolini (Secondo eletto facente funzioni)      | 21 dicembre 1845  | 1º gennaio 1846   |
| Michele Cavarocchi                                   | 1º gennaio 1846   | 29 novembre 1846  |
| Giuseppe Castorani (Secondo eletto facente funzioni) | 29 novembre 1846  | 7 settembre 1847  |
| Carlo Antonelli                                      | 7 settembre 1847  | 25 febbraio 1848  |
| Giuseppe Castorani (Secondo eletto facente funzioni) | 25 febbraio 1848  | 16 marzo 1848     |
| Riccardo Comi                                        | 16 marzo 1848     | 26 ottobre 1849   |
| Antonio Paolini (Decurione facente funzioni)         | 26 ottobre 1849   | 16 gennaio 1850   |
| Antonio Lelli (Secondo eletto facente funzioni)      | 16 gennaio 1850   | 12 febbraio 1850  |
| Carlo Antonelli                                      | 12 febbraio 1850  | 1º gennaio 1855   |
| Raffaele Cavarocchi                                  | 1º gennaio 1855   | 3 febbraio 1856   |
| Filippo Massei (Secondo eletto facente funzioni)     | 3 febbraio 1856   | 9 giugno 1856     |
| Livio De Dominicis                                   | 9 giugno 1856     | 29 luglio 1856    |
| Filippo Massei (Secondo eletto facente funzioni)     | 29 luglio 1856    | 8 marzo 1857      |
| Filippo Massei                                       | 8 marzo 1857      | 8 agosto 1860     |
| Gaetano Ciaffardoni                                  | 8 agosto 1860     | 2 gennaio 1861    |

## Regno d'Italia (1861-1946)
| Sindaci nominati dal governo (1861-1889)                   | Sindaci nominati dal governo (1861-1889) | Sindaci nominati dal governo (1861-1889)                            | Sindaci nominati dal governo (1861-1889) | Sindaci nominati dal governo (1861-1889) |
| Nominativo                                                 | Partito                                  | Partito                                                             | Mandato                                  | Mandato                                  |
| Nominativo                                                 | Partito                                  | Partito                                                             | Inizio                                   | Fine                                     |
| ---------------------------------------------------------- | ---------------------------------------- | ------------------------------------------------------------------- | ---------------------------------------- | ---------------------------------------- |
| Daniele Cavarocchi                                         | ?                                        | ?                                                                   | 2 gennaio 1861                           | 2 ottobre 1862                           |
| Vincenzo Bucci                                             | ?                                        | ?                                                                   | 2 ottobre 1862                           | 9 gennaio 1866                           |
| Antonio Finocchi (Delegato straordinario del governo)      | –                                        | –                                                                   | 9 gennaio 1866                           | 26 febbraio 1866                         |
| Venanzo Del Vescovo (Assessore facente funzioni)           | ?                                        | ?                                                                   | 26 febbraio 1866                         | 9 ottobre 1866                           |
| Daniele Cavarocchi (Assessore facente funzioni)            | ?                                        | ?                                                                   | 9 ottobre 1866                           | 28 settembre 1867                        |
| Daniele Cavarocchi                                         | ?                                        | ?                                                                   | 28 settembre 1867                        | 6 giugno 1869                            |
| Enrico Bindi (Assessore facente funzioni)                  | ?                                        | ?                                                                   | 6 giugno 1869                            | 2 giugno 1870                            |
| Adriano Bompiani (Regio delegato straordinario)            | –                                        | –                                                                   | 2 giugno 1870                            | 22 luglio 1870                           |
| Achille Zacchei (Assessore anziano facente funzioni)       | ?                                        | ?                                                                   | 22 luglio 1870                           | 16 novembre 1870                         |
| Pasquale De Martiis                                        |                                          | Destra storica                                                      | 16 novembre 1870                         | 1º marzo 1879                            |
| Nicola Marzocco (Assessore anziano facente funzioni)       |                                          | Destra storica                                                      | 1º marzo 1879                            | 15 settembre 1879                        |
| Francesco Acquaviva (Assessore anziano facente funzioni)   |                                          | Destra storica                                                      | 15 settembre 1879                        | 23 febbraio 1880                         |
| Gaetano De Maulo                                           | ?                                        | ?                                                                   | 23 febbraio 1880                         | 6 settembre 1881                         |
| Domenico Trifoni (Assessore anziano facente funzioni)      | ?                                        | ?                                                                   | 6 settembre 1881                         | 20 settembre 1881                        |
| omissis                                                    |                                          |                                                                     |                                          |                                          |
| Francesco Acquaviva (Assessore anziano facente funzioni)   |                                          | Destra storica                                                      | 7 ottobre 1881                           | 20 maggio 1883                           |
| Francesco Acquaviva                                        |                                          | Destra storica                                                      | 20 maggio 1883                           | 31 luglio 1886                           |
| omissis                                                    |                                          |                                                                     |                                          |                                          |
| Giuseppe De Martiis (Assessore anziano facente funzioni)   | ?                                        | ?                                                                   | 12 ottobre 1886                          | 18 marzo 1887                            |
| Francesco Ciafardoni (Assessore anziano facente funzioni)  | ?                                        | ?                                                                   | 18 marzo 1887                            | 31 maggio 1887                           |
| Francesco Ciafardoni                                       | ?                                        | ?                                                                   | 31 maggio 1887                           | 6 novembre 1889                          |
| Sindaci nominati dal Consiglio comunale (1889-1926)        |                                          |                                                                     |                                          |                                          |
| Nominativo                                                 | Partito                                  | Partito                                                             | Mandato                                  | Mandato                                  |
| Nominativo                                                 | Partito                                  | Partito                                                             | Inizio                                   | Fine                                     |
| Francesco Ciafardoni                                       |                                          | Partito democratico                                                 | 6 novembre 1889                          | 31 marzo 1904                            |
| Giulio di Carpegna (Regio commissario straordinario)       | –                                        | –                                                                   | 31 marzo 1904                            | 1º agosto 1904                           |
| Francesco Ciafardoni                                       |                                          | Partito democratico                                                 | 1º agosto 1904                           | 30 ottobre 1907                          |
| Giuseppe De Bartolomeis                                    |                                          | Partito Radicale Italiano (1907-1922) poi Democrazia Sociale (1922) | 30 ottobre 1907                          | 17 dicembre 1922                         |
| Bernardo Azzoni (Regio commissario straordinario)          | –                                        | –                                                                   | 17 dicembre 1922                         | 16 marzo 1923                            |
| Alfredo Angeloni (Regio commissario straordinario)         | –                                        | –                                                                   | 16 marzo 1923                            | 17 settembre 1923                        |
| Ermanno Colucci (Regio commissario straordinario)          | –                                        | –                                                                   | 17 settembre 1923                        | 1º giugno 1925                           |
| Amato Alfonso Migliori                                     |                                          | Partito Nazionale Fascista                                          | 1º giugno 1925                           | 1926                                     |
| Podestà nominati dal governo (1926-1944)                   |                                          |                                                                     |                                          |                                          |
| Nominativo                                                 | Partito                                  | Partito                                                             | Mandato                                  | Mandato                                  |
| Nominativo                                                 | Partito                                  | Partito                                                             | Inizio                                   | Fine                                     |
| Amato Alfonso Migliori                                     |                                          | Partito Nazionale Fascista                                          | 1926                                     | 1º maggio 1929                           |
| Sebastiano Pergameno (Commissario prefettizio)             | –                                        | –                                                                   | 1º maggio 1929                           | 5 aprile 1930                            |
| Domenico Trifoni                                           |                                          | Partito Nazionale Fascista                                          | 5 aprile 1930                            | 18 dicembre 1932                         |
| Alfonso De Santis (Commissario prefettizio)                | –                                        | –                                                                   | 18 dicembre 1932                         | 11 agosto 1933                           |
| Alfonso De Santis                                          |                                          | Partito Nazionale Fascista                                          | 11 agosto 1933                           | 12 agosto 1937                           |
| Alfonso De Santis (Commissario prefettizio)                | –                                        | –                                                                   | 12 agosto 1937                           | 19 settembre 1937                        |
| Riccardo Valeri (Commissario straordinario)                | –                                        | –                                                                   | 19 settembre 1937                        | 12 luglio 1938                           |
| Giuseppe De Gregoris (Commissario straordinario)           | –                                        | –                                                                   | 12 luglio 1938                           | 6 maggio 1939                            |
| Giuseppe De Gregoris                                       |                                          | Partito Nazionale Fascista                                          | 6 maggio 1939                            | 13 novembre 1943                         |
| Giovanni Piccinini (Commissario straordinario)             | –                                        | –                                                                   | 13 novembre 1943                         | 9 marzo 1944                             |
| Ottone Robotti (Commissario straordinario)                 | –                                        | –                                                                   | 9 marzo 1944                             | 4 aprile 1944                            |
| Michelangelo Breccia (Commissario straordinario)           | –                                        | –                                                                   | 4 aprile 1944                            | 21 giugno 1944                           |
| Sindaci del periodo costituzionale transitorio (1944-1946) |                                          |                                                                     |                                          |                                          |
| Nominativo                                                 | Partito                                  | Partito                                                             | Mandato                                  | Mandato                                  |
| Nominativo                                                 | Partito                                  | Partito                                                             | Inizio                                   | Fine                                     |
| Giuseppe De Bartolomeis (Commissario straordinario)        | –                                        | –                                                                   | 21 giugno 1944                           | 10 luglio 1944                           |
| Ezio Ridolfi (Commissario straordinario)                   | –                                        | –                                                                   | 10 luglio 1944                           | 13 luglio 1944                           |
| Riccardo Cerulli (Commissario straordinario)               | –                                        | –                                                                   | 13 luglio 1944                           | 15 settembre 1944                        |
| Riccardo Cerulli                                           |                                          | Partito d'Azione                                                    | 15 settembre 1944                        | 20 novembre 1944                         |
| Calogero Di Maira (Commissario straordinario)              | –                                        | –                                                                   | 20 novembre 1944                         | 24 aprile 1945                           |
| Giuseppe De Bartolomeis (Commissario straordinario)        | –                                        | –                                                                   | 24 aprile 1945                           | 9 ottobre 1945                           |
| Giuseppe De Bartolomeis                                    |                                          | Partito d'Azione                                                    | 9 ottobre 1945                           | 7 aprile 1946                            |

## Repubblica Italiana (dal 1946)
| Sindaci eletti dal Consiglio comunale (1946-1995)    | Sindaci eletti dal Consiglio comunale (1946-1995) | Sindaci eletti dal Consiglio comunale (1946-1995)                                                       | Sindaci eletti dal Consiglio comunale (1946-1995)                                                       | Sindaci eletti dal Consiglio comunale (1946-1995)                                                       | Sindaci eletti dal Consiglio comunale (1946-1995) | Sindaci eletti dal Consiglio comunale (1946-1995) | Sindaci eletti dal Consiglio comunale (1946-1995) | Sindaci eletti dal Consiglio comunale (1946-1995) |
| Nominativo                                           | Partito                                           | Partito                                                                                                 | Partito                                                                                                 | Partito                                                                                                 | Mandato                                           | Mandato                                           | Elezione                                          |                                                   |
| Nominativo                                           | Partito                                           | Partito                                                                                                 | Partito                                                                                                 | Partito                                                                                                 | Inizio                                            | Fine                                              | Elezione                                          |                                                   |
| ---------------------------------------------------- | ------------------------------------------------- | --- | --- | --- | ------------------------------------------------- | ------------------------------------------------- | ------------------------------------------------- | ------------------------------------------------- |
| Amedeo Grue                                          |                                                   | Partito Socialista Italiano di Unità Proletaria (1946-1947) poi Partito Socialista Italiano (1947-1961) | Partito Socialista Italiano di Unità Proletaria (1946-1947) poi Partito Socialista Italiano (1947-1961) | Partito Socialista Italiano di Unità Proletaria (1946-1947) poi Partito Socialista Italiano (1947-1961) | 7 aprile 1946                                     | 18 febbraio 1961                                  | Elezione 1946                                     |                                                   |
| Amedeo Grue                                          | Elezione 1951                                     | Partito Socialista Italiano di Unità Proletaria (1946-1947) poi Partito Socialista Italiano (1947-1961) | Partito Socialista Italiano di Unità Proletaria (1946-1947) poi Partito Socialista Italiano (1947-1961) | Partito Socialista Italiano di Unità Proletaria (1946-1947) poi Partito Socialista Italiano (1947-1961) | 7 aprile 1946                                     | 18 febbraio 1961                                  |                                                   |                                                   |
| Amedeo Grue                                          | Elezione 1956                                     | Partito Socialista Italiano di Unità Proletaria (1946-1947) poi Partito Socialista Italiano (1947-1961) | Partito Socialista Italiano di Unità Proletaria (1946-1947) poi Partito Socialista Italiano (1947-1961) | Partito Socialista Italiano di Unità Proletaria (1946-1947) poi Partito Socialista Italiano (1947-1961) | 7 aprile 1946                                     | 18 febbraio 1961                                  |                                                   |                                                   |
| Loris Bertelli (Commissario prefettizio)             | –                                                 | – | – | – | 18 febbraio 1961                                  | 11 maggio 1961                                    | –                                                 |                                                   |
| Loris Bertelli (Commissario straordinario)           | –                                                 | – | – | – | 11 maggio 1961                                    | 1º aprile 1962                                    | –                                                 |                                                   |
| Giovanni Manganaro (Commissario prefettizio)         | –                                                 | – | – | – | 1º aprile 1962                                    | 11 agosto 1962                                    | –                                                 |                                                   |
| Amedeo Grue                                          |                                                   | Partito Socialista Italiano                                                                             | Partito Socialista Italiano                                                                             | Partito Socialista Italiano                                                                             | 11 agosto 1962                                    | 29 luglio 1966                                    | Elezione 1962                                     |                                                   |
| Pietro De Dominicis                                  |                                                   | Democrazia Cristiana                                                                                    | Democrazia Cristiana                                                                                    | Democrazia Cristiana                                                                                    | 29 luglio 1966                                    | 13 luglio 1968                                    | Elezione 1966                                     |                                                   |
| Romolo Trifoni                                       |                                                   | Partito Socialista Italiano                                                                             | Partito Socialista Italiano                                                                             | Partito Socialista Italiano                                                                             | 13 luglio 1968                                    | 1971                                              | Elezione 1966                                     |                                                   |
| Romolo Trifoni                                       | 1971                                              | Partito Socialista Italiano                                                                             | Partito Socialista Italiano                                                                             | Partito Socialista Italiano                                                                             | 3 febbraio 1976                                   | Elezione 1971                                     |                                                   |                                                   |
| Antonio Franchi                                      |                                                   | Partito Comunista Italiano                                                                              | Partito Comunista Italiano                                                                              | Partito Comunista Italiano                                                                              | 3 febbraio 1976                                   | 23 luglio 1980                                    | Elezione 1976                                     |                                                   |
| Francesco Marroni                                    |                                                   | Partito Comunista Italiano                                                                              | Partito Comunista Italiano                                                                              | Partito Comunista Italiano                                                                              | 23 luglio 1980                                    | 1º novembre 1981                                  | Elezione 1976                                     |                                                   |
| Franco Gerardini                                     |                                                   | Partito Comunista Italiano                                                                              | Partito Comunista Italiano                                                                              | Partito Comunista Italiano                                                                              | 1º novembre 1981                                  | 1986                                              | Elezione 1981                                     |                                                   |
| Franco Gerardini                                     | 1986                                              | Partito Comunista Italiano                                                                              | Partito Comunista Italiano                                                                              | Partito Comunista Italiano                                                                              | 1991                                              | Elezione 1986                                     |                                                   |                                                   |
| Franco Gerardini                                     |                                                   | Partito Democratico della Sinistra                                                                      | Partito Democratico della Sinistra                                                                      | Partito Democratico della Sinistra                                                                      | 1991                                              | 27 gennaio 1994                                   | Elezione 1991                                     |                                                   |
| Walfrido Di Odoardo (Assessore anziano)              |                                                   | Partito Democratico della Sinistra                                                                      | Partito Democratico della Sinistra                                                                      | Partito Democratico della Sinistra                                                                      | 27 gennaio 1994                                   | 28 marzo 1994                                     | Elezione 1991                                     |                                                   |
| Giancristofaro Franco Arboretti                      |                                                   | Partito Democratico della Sinistra                                                                      | Partito Democratico della Sinistra                                                                      | Partito Democratico della Sinistra                                                                      | 28 marzo 1994                                     | 7 maggio 1995                                     | Elezione 1991                                     |                                                   |
| Sindaci eletti direttamente dai cittadini (dal 1995) |                                                   | | | |                                                   |                                                   |                                                   |                                                   |
| Nominativo                                           | Partito                                           | Partito                                                                                                 | Coalizione                                                                                              | Coalizione                                                                                              | Mandato                                           | Mandato                                           | Elezione                                          |                                                   |
| Nominativo                                           | Partito                                           | Partito                                                                                                 | Coalizione                                                                                              | Coalizione                                                                                              | Inizio                                            | Fine                                              | Elezione                                          |                                                   |
| Giancarlo Cameli                                     |                                                   | Forza Italia                                                                                            | | FI-AN-CCD                                                                                               | 7 maggio 1995                                     | 13 giugno 1999                                    | Elezione 1995                                     |                                                   |
| Giancarlo Cameli                                     | Lista civica di centro-destra Giulianova 2000     | | | FI-AN-CCD                                                                                               | 7 maggio 1995                                     | 13 giugno 1999                                    | Elezione 1995                                     |                                                   |
| Giancarlo Cameli                                     |                                                   | L. civica-AN-FI-CCD                                                                                     | 13 giugno 1999                                                                                          | 20 novembre 2003                                                                                        | Elezione 1999                                     |                                                   |                                                   |                                                   |
| Salvatore Marino (Commissario straordinario)         | –                                                 | – | – | – | 20 novembre 2003                                  | 13 giugno 2004                                    | –                                                 |                                                   |
| Claudio Ruffini                                      |                                                   | Democratici di Sinistra                                                                                 | | DS-DL-PRC-PdCI                                                                                          | 13 giugno 2004                                    | 29 luglio 2008                                    | Elezione 2004                                     |                                                   |
| Francesco Mastromauro (Vicesindaco facente funzioni) |                                                   | Partito Democratico                                                                                     | 29 luglio 2008                                                                                          | DS-DL-PRC-PdCI                                                                                          | 18 agosto 2008                                    |                                                   | Elezione 2004                                     |                                                   |
| Paola Iaci (Commissario straordinario)               | –                                                 | – | – | – | 18 agosto 2008                                    | 22 giugno 2009                                    | –                                                 |                                                   |
| Francesco Mastromauro                                |                                                   | Partito Democratico                                                                                     | | PD-L. civica-IdV-SL                                                                                     | 22 giugno 2009                                    | 11 giugno 2014                                    | Elezione 2009                                     |                                                   |
| Francesco Mastromauro                                |                                                   | Partito Democratico                                                                                     | PD-L. civiche                                                                                           | 11 giugno 2014                                                                                          | 30 ottobre 2018                                   | Elezione 2014                                     |                                                   |                                                   |
| Eugenio Soldà (Commissario prefettizio)              | –                                                 | – | – | – | 30 ottobre 2018                                   | 13 giugno 2019                                    | –                                                 |                                                   |
| Jwan Costantini                                      |                                                   | Indipendente                                                                                            | | L. civiche                                                                                              | 13 giugno 2019                                    | 5 luglio 2024                                     | Elezione 2019                                     |                                                   |
| Jwan Costantini                                      |                                                   | Indipendente                                                                                            | L. civiche-FdI-FI                                                                                       | 5 luglio 2024                                                                                           | in carica                                         | Elezione 2024                                     |                                                   |                                                   |